# Liste von Malern/V
Die folgende Liste führt möglichst umfassend Maler aller Epochen auf.
Die Liste ist soweit vorhanden alphabetisch nach Nachnamen geordnet.

## Va
Vaccaro, Andrea (1604–1670), Neapel, Italien
Vaga, Perino del (1501–1547), Italien
Vaga, Pierin (1499–1547)
Vaillant, Wallerant (1623–1677), Niederlande
Valckenborch, Lucas van (1535–1597)
Valdes, Robert (* 1942), USA
Valdés Leal, Juan de (1622–1690), Spanien
Valenciennes, Pierre-Henri de (1750–1819), Frankreich
Valenti, Italo (1912–1995), Italien
Valentiner, Peter (1941–2020, geboren in Kopenhagen)
Valeska, Lette (1885–1985)
Vallayer-Coster, Anne (1744–1818), Frankreich
Vallotton, Félix (1865–1925)
van der Aa, Dirk (1731–1809), Niederlande
van der Aa, Jacob (1743–1776), Niederlande
van der Borcht, Caspar (vor 1550–1610)
van der Borcht, Hendrik d. Ä. (1583–1651)
van der Borcht, Hendrik d. J. (1614–1666/76)
van der Broeck, Crispin (1523–1591), Flandern
van den Broeck, Hendrick (1519–1597), Flandern
van Gogh, Vincent (1853–1890), Niederlande
van den Hecke I, Jan (1619/1620–1684), Flandern
Van Hoeydonck, Paul (1925–2025), Belgien
van Huchtenburgh, Jan (1647–1733), Niederlande
van Hulle, Anselm (1601–nach 1674), Flandern
van Kessel der Ältere, Jan (1626–1679), Flandern
van Lathem, Lieven (um 1430–1493), Burgund
van Lint, Louis (1909–1986), Belgien
van der Meulen, Adam Frans (1632–1690), Flandern
Van Severen, Dan (1927–2009), Belgien
van der Sittow, Clawes († 1482)
van Thielen, Jan Philip (1618–1667), Flandern
van Wassenhove, Joos (um 1410–um 1480), Flandern/Italien
van Wittel, Gaspar (1653–1736)
Vanderlyn, John (1775–1852), USA
Vanderlyn, Pieter (1687–1778), Niederlande/Britisch-Amerika
Vanni, Andrea (um 1330–1413), Italien
Vanni, Francesco (1563–1610), Italien
Vanni, Giovanni Battista (1599–1660), Italien
Vanni, Lippo (um 1315–nach 1375), Italien
Vanni, Raffaello (1587–1673), Italien
Varallo, Tanzio da, eigtl. Antonio D’Enrico (um 1575/80–1632/33), Italien
Vargas, Alberto (1896–1982), Peru
Varlin (1900–1977), Schweiz
Varo, Remedios (1908–1963), Spanien
Vas, Abdul (1979–), Venezuela
Vasarely, Victor (1906–1997)
Vasari, Giorgio (1511–1574), Italien
Vašíček, Vladimír (1919–2003)
Vasta, Pietro Paolo (1697–1760), Italien
Vautier, Benjamin (1829–1898), Schweiz
Vayreda i Vila, Joaquim (1843–1894), Spanien
Vayreda i Vila, Marià (1853–1903), Spanien

## Ve
Vecchi, Giovanni de (1536–1615), Italien
Vecchia, Pietro della (1602/03–1678), Italien
Vecchietta (1410–1480), Italien
Vedova, Emilio (1919–2006), Italien
Veen, Otto van (1556–1629)
Vees, Sepp (1908–1989), Deutschland
Veit, Johannes (1790–1854), Deutschland
Veit, Philipp (1793–1877), Deutschland
Veith, Johann Martin (1650–1717), Schweiz
Velasco Gómez, José María (1840–1912), Mexiko
Velázquez, Antonio González (1723–1793), Spanien
Velázquez, Diego (1599–1660), Spanien
Velázquez, Eugenio Lucas (1817–1870), Spanien
Velázquez, Zacarías González (1763–1834), Spanien
Velde, Geer van (1898–1977), Niederlande
Velde, Esaias van de (um 1590–1630)
Velde, Henry van de (1863–1957)
Velde (d. Ä.), Willem van de (1611–1693)
Velde (d. J.), Willem van de (1633–1707), Niederlande
Velsen, Jacob Jansz van (1597–1656)
Veneto, Bartolomeo (nachweisbar 1502–1530), Italien
Veneziano Antonio (nachweisbar zwischen 1369 und 1388), Italien
Veneziano, Domenico (um 1400/10–1461), Italien
Veneziano, Lorenzo (nachgewiesen von 1353 bis 1379), Italien
Veneziano, Paolo (vor 1333–nach 1358), Italien
Venne, Adriaen Pieterszoon van de (1589–1662), Niederlande
Verboeckhoven, Eugène Joseph (1799–1881), Belgien
Verboom, Adriaen Hendriksz (1627–1673), Niederlande
Verdilhan, Louis Mathieu (1875–1928), Frankreich
Verelst, Pieter (um 1620–1678), Niederlande
Vergouwen, Johanna (1630–1714), Spanische Niederlande
Verhaghen, Pieter Jozef (1728–1811)
Verhoesen, Albertus (1806–1881), Niederlande
Verkade, Jan (1868–1946), Niederlande
Verkolje Johannes (1650–1693), Niederlande
Verlat, Charles (1824–1890), Belgien
Vermeer, Jan (1632–1675), Niederlande
Vermeyen, Jan Cornelisz (1500–1559), Niederlande
Vernet, Antoine Charles Horace (1758–1836), Frankreich
Vernet, Claude Joseph (1714–1789), Frankreich
Vernet Horace (1789–1863), Frankreich
Veronese, Bonifazio, eigtl. Bonifazio de’  Pitati (1487–1553), Italien
Veronese, Paolo (1528–1588), Italien
Verrio, Antonio (1636/39–1707), Italien/England
Verrocchio, Andrea del (um 1435–1488)
Verwer, Abraham de (zwischen 1585 und 1600–1650), Niederlande
Verwer, Justus de (um 1625/26 bis nach 1688), Niederlande
Verwey, Kees (1900–1995)
Vetere, Giovanni (* 1940), Italien
Veth, Jan (1864–1925), Niederlande
Vettriano, Jack (1951–2025), Schottland

## Vi… bis Vl…
Viani, Antonio Maria (ca. 1555/60–1629), Italien
Viani, Domenico Maria (1668–1711), Italien
Viani, Giovanni Maria (1636–1700), Italien
Vibert, Jean-Georges (1840–1902), Frankreich
Victor, Winand (1918–2014)
Viegener, Eberhard (1890–1967), Deutschland
Vien, Joseph-Marie (1716–1809), Frankreich
Vietinghoff, Egon von (1903–1994), Schweiz
Vietz, Andreas (* 1958)
Vigée-Lebrun, Marie-Louise-Élisabeth (1755–1842), Frankreich
Vighi, Giacomo (um 1510–um 1570), Italien
Villalpando, Cristóbal de (1649–1714), Neuspanien
Villers, Marie-Denise (1774–1821)
Villon, Jacques (1875–1963), Frankreich
Vincent, François-André (1746–1816), Frankreich
Vinci, Elio (* um 1940), Italien
Vinci, Leonardo da (1452–1519), Italien
Vinea, Francesco (1845–1902), Italien
Vinnen, Carl (1863–1922), Deutschland
Viola, Bill (1951–2024), USA
Vischer, Hermann der Jüngere (1486–1516)
Vitale, Filippo (* 1589/90–1650), Italien (Neapel)
Vitali, Alessandro (um 1580–1630), Italien
Vivarini, Alvise (1445–1505), Italien
Vivarini, Antonio (um 1415–um 1480), Italien
Vivarini, Bartolomeo (um 1432–um 1499), Italien
Viviani, Antonio, gen. Il Sordo di Urbino (1560–1620), Italien
Vivien, Joseph (1657–1734), Frankreich
Vivin, Louis (1861–1936), Frankreich
Vlahov, Sime (* 1951)
Vlaminck, Maurice de (1876–1958), Frankreich
Vleughels, Nicolas (1668–1737), Frankreich
Vlieger, Simon de (1601–1653), Niederlande
Vliet, Hendrik Cornelisz van (1611/1612–1675)

## Vo… bis Vy…
Voet, Jacob Ferdinand (1639–1689), Flandern (Italien)
Vogel, Christian Leberecht (1759–1816), Deutschland
Vogel, Ludwig (1788–1879), Schweiz
Vogel, Zygmunt (1764–1826), Polen
Vogel von Vogelstein, Carl Christian (1788–1868), Deutschland
Vogeler, Heinrich (1872–1942), Deutschland
Vogels, Guillaume (1836–1896), Belgien
Vogl, Tibor (1944–1990), Deutschland
Vogtherr, Heinrich der Ältere (1490–1556)
Vogtherr, Heinrich der Jüngere (1513–1568)
Voh, Oswald (1904–1979)
Voigt, Bruno (1912–1988)
Voigt, Elisabeth (1893–1977), Deutschland
Voigt, Richard Otto (1895–1971), Deutschland
Voigts, Carl Daniel (1747–1813), Deutschland
Völker, Karl (1889–1962), Deutschland
Volkhart, Georg Wilhelm (1815–1876), Deutschland
Volkhart, Max (1848–1924), Deutschland
Volkmar, Antonie (1827–1903)
Vollet, Henri Émile  (1861–1945), Frankreich
Vollmoeller-Purrmann, Mathilde (1876–1943), Deutschland
Vollon, Antoine (1833–1900), Frankreich
Volpe, Mario (1936–2013), Kolumbien
Volterra, Daniele da (1509–1566), Italien
Voltz, Friedrich (1817–1886), Deutschland
Vonnoh, Robert (1858–1933), USA
Voort in de Betouw, Herman Jacob van der (1847–1902), Niederlande
Vordemberge-Gildewart, Friedrich (1899–1962), Deutschland
Vorrath, Clivia (1947–1989), Deutschland
Vos, Cornelis de (1585–1651)
Vos, Marten de (1532–1603)
Vos, Simon de (1603–1676)
Vosberg, Heinrich (1833–1891), Deutschland
Vöscher, Leopold Heinrich (1830–1877), Österreich
Voskuhl, Zoppe (1955–2019)
Voss, Jan (* 1936), Deutschland
Voß, Willi (1902–1973)
Vostell, Wolf (1932–1998), Deutschland
Vouet, Simon (1590–1649), Frankreich
Vrancx, Sebastian (1573–1647)
Vries, Hans Vredeman de (1527–1609)
Vrel, Jacobus (tätig um 1654–1662)
Vries, Abraham de (1600–1650)
Vroom, Cornelis (1600–1661), Niederlande
Vroom, Hendrick (1563–1640), Niederlande
Vuillard, Édouard (1868–1940), Frankreich
Vuillermet, Charles (1849–1918), Schweiz
Vytlacil, Vaclav (1892–1984), USA